# Tyresta nationalpark
Tyresta är en 1 962 hektar (19,6 km²) stor nationalpark inom Österhaninge socken i Haninge kommun och Tyresö socken i Tyresö kommun på Södertörn i Stockholms län, Södermanland, omkring 20 km sydost om centrala Stockholm. År 1993 inrättades Tyresta nationalpark som nummer 23 i raden av nationalparker i Sverige. Tyresta nationalpark bär, inte minst genom sin närhet till en huvudstad, likheter med Noux nationalpark väster om Helsingfors. Tjädern är nationalparkens symbol, samma fågel som återfinns i Haninge kommunvapen och torde ha givit namn till Hanveden.
Nationalparken och dess kringliggande naturreservat, Tyresta naturreservat, förvaltas av Stiftelsen Tyrestaskogen som instiftades vid parkens grundande av Naturvårdsverket, Länsstyrelsen i Stockholms län, Stockholms kommun, Haninge kommun och Tyresö kommun. Förvaltningen finansieras av avkastningen från en fond på 39 miljoner kronor som avsattes av instiftarna.

## Historia
Fram till 1900-talets början avverkades skogen av bönderna i Tyresta enbart för husbehov, medan andra skogar i Stockholmsområdet höggs hårt. På 1910-talet fanns planer till stor avverkning av Tyrestas skogar, men en av bönderna ville inte sälja sin skog, den förblev orörd och utgjorde kärnan i den blivande nationalparken.
År 1929 gjordes ett nytt försök till avverkning när Torsten Kreuger ville förvärva skogen. Den då redan unika naturskogen inköptes 1936 av Stockholms stad, vars syfte var att söka skydda och värna om den oersättliga naturen och dess möjligheter till friluftsliv. På 1970- och 1980-talen hotades området igen av exploateringsplaner och 1986 bildades Tyresta-Åva naturreservat. 1993 ombildades naturreservatets centrala delar till nationalpark.

## Om nationalparken

Översiktskarta.

Nationalparkens "centrum" är Tyresta by som består av äldre bebyggelse. Där finns även servering, lanthandel och parkering, samt Nationalparkernas hus, som förutom sin ordinarie utställning har temporära visningar, filmsal och föreläsningar.
Tyresta by når man lättast från Handen, Svartbäcken eller Brandbergen, med buss, bil, cykel eller till fots. Även vid Åva i områdets sydöstra del finns en parkering. Runt nationalparken ligger Tyresta naturreservat, vilket omfattar 2 700 hektar och totalt är hela det skyddade området cirka 5 000 hektar.
I Tyresta nationalpark samt i dess omgivande naturreservat finns stora areal med orörd urskog, höglänta hällmarker, vilda våtmarker och mossar, samt flera större eller mindre insjöar. Ett flertal välmarkerade vandringsleder cirkulerar inom området, varav en är anpassad för barnvagnar. Även Sörmlandsleden passerar genom Tyresta by och skog.

## Branden 1999

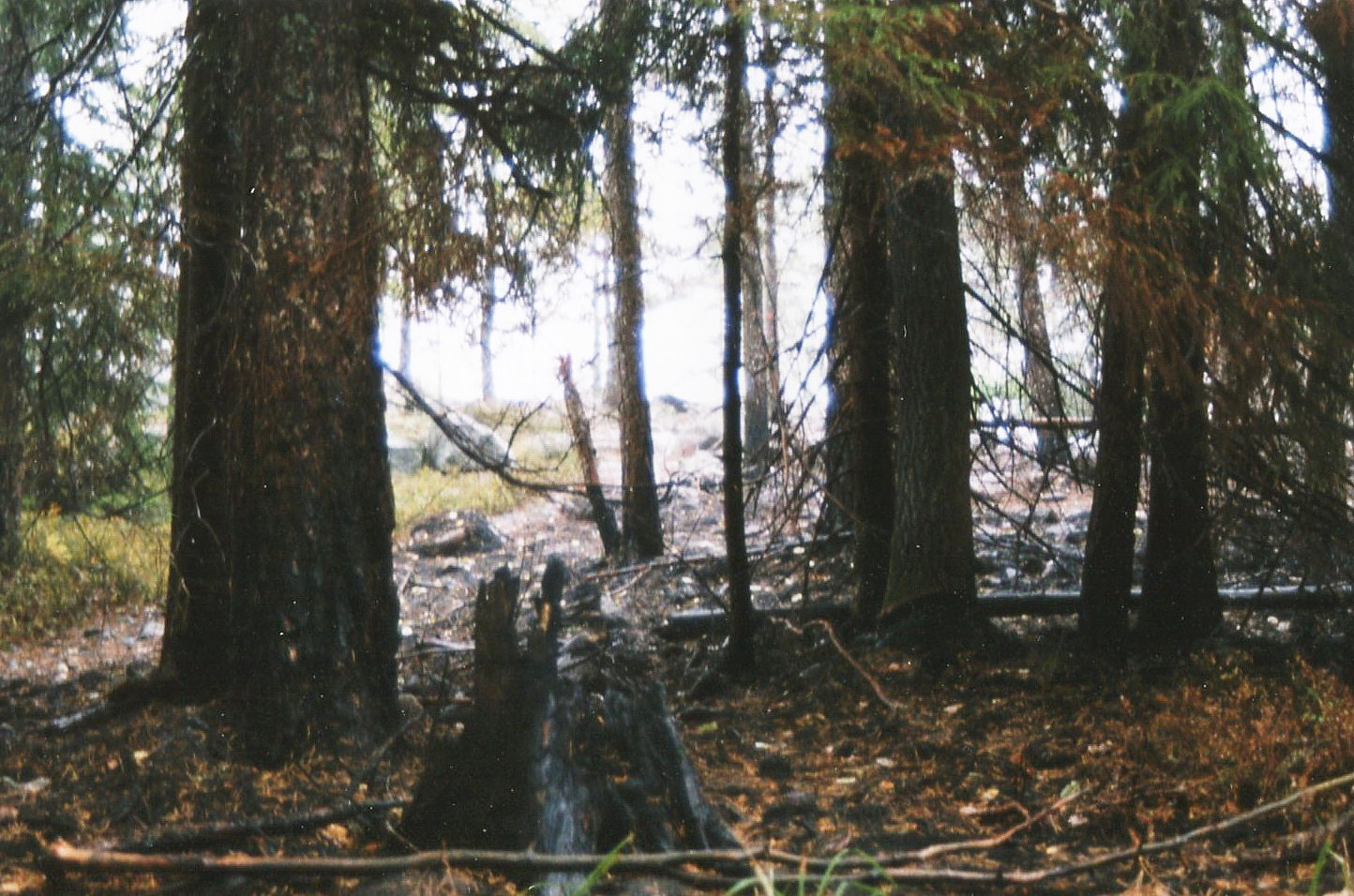
I brandområdet, 24 augusti 1999.

I augusti 1999 drabbades nationalparken och reservatet av en storbrand då cirka 450 hektar skog förstördes, vilket är cirka 10 procent av dess sammanlagda markyta. Branden var mycket svårsläckt, eftersom brandområdet låg en kilometer från närmaste väg. Med hjälp av 18 mil brandslangar lyckades räddningstjänsten släcka elden. Även vattenbegjutning från luften användes, som mest med sex helikoptrar. Tre av dessa med kapacitet att arbeta i mörker.

## Tyresta by
Tyresta by består av ett antal tätt liggande gårdar vars bebyggelse består av äldre knuttimrade hus, de flesta från 1800-talet. Byn existerade redan på yngre järnåldern, vilket en runhäll bakom en av gårdarna låter berätta, liksom de gravfält som ligger utspridda i anslutning till den gamla bytomten. Kring byplatsen finns hävdade ängar och beteshagar, likaså syns grunder efter ett flertal sen länge övergivna torp. På 1990-talet gjordes i samband med grävarbetet för vatten och avlopp, fyndet av ett vikingatida spänne, det så kallade Tyrestaspännet. På medeltiden bestod byn av endast en gård som snart utökades med flera.

## Sjöar, dammar och vattendrag

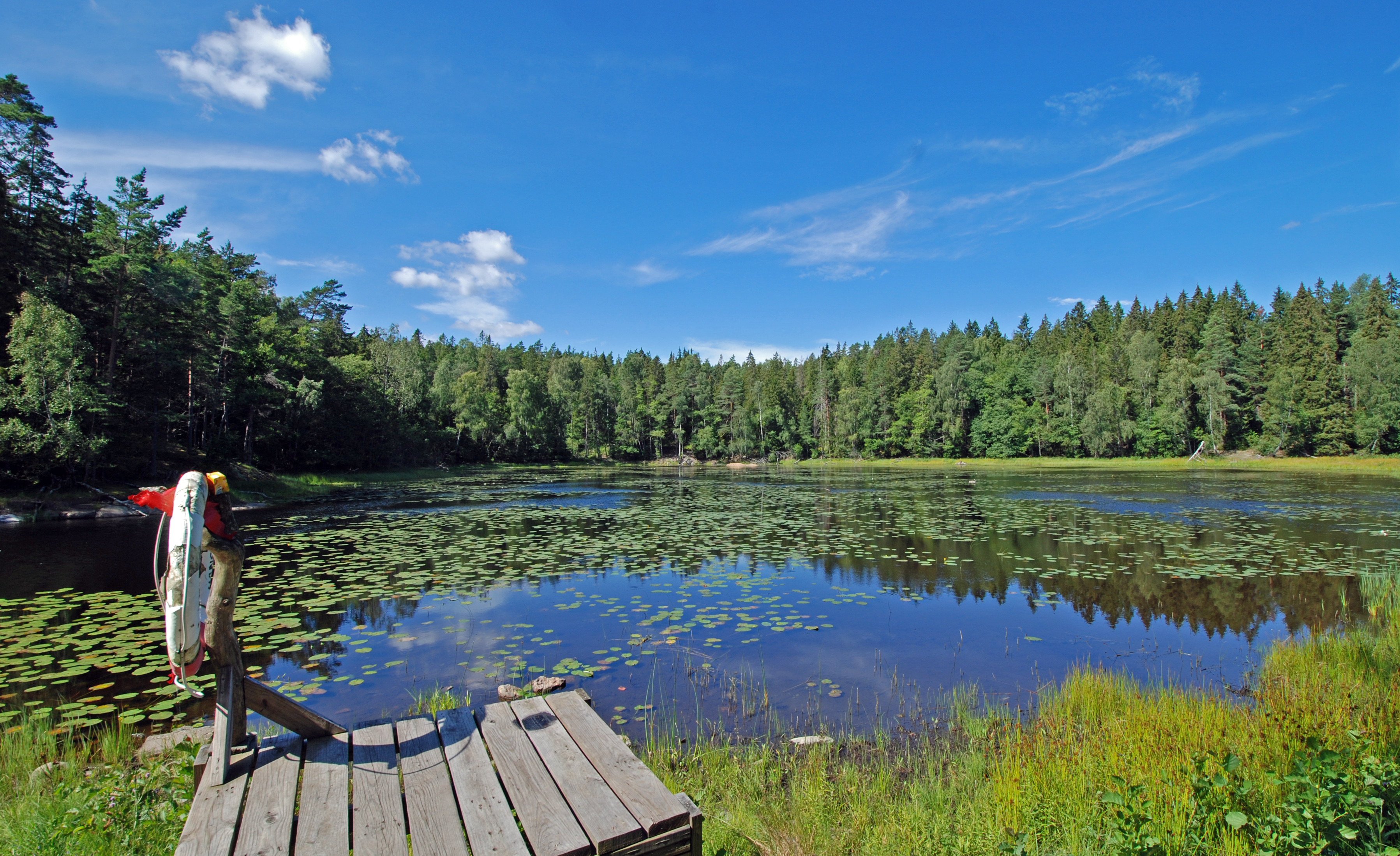
Nedre Dammen.

- Bylsjön
- Bylsjöbäcken
- Lanan
- Långsjön
- Mörtsjön
- Mörtsjöbäcken
- Nedre Dammen
- Stensjön
- Trehörningen
- Årsjön
- Årsjöbäcken
- Åvaån

## Bilder

Området
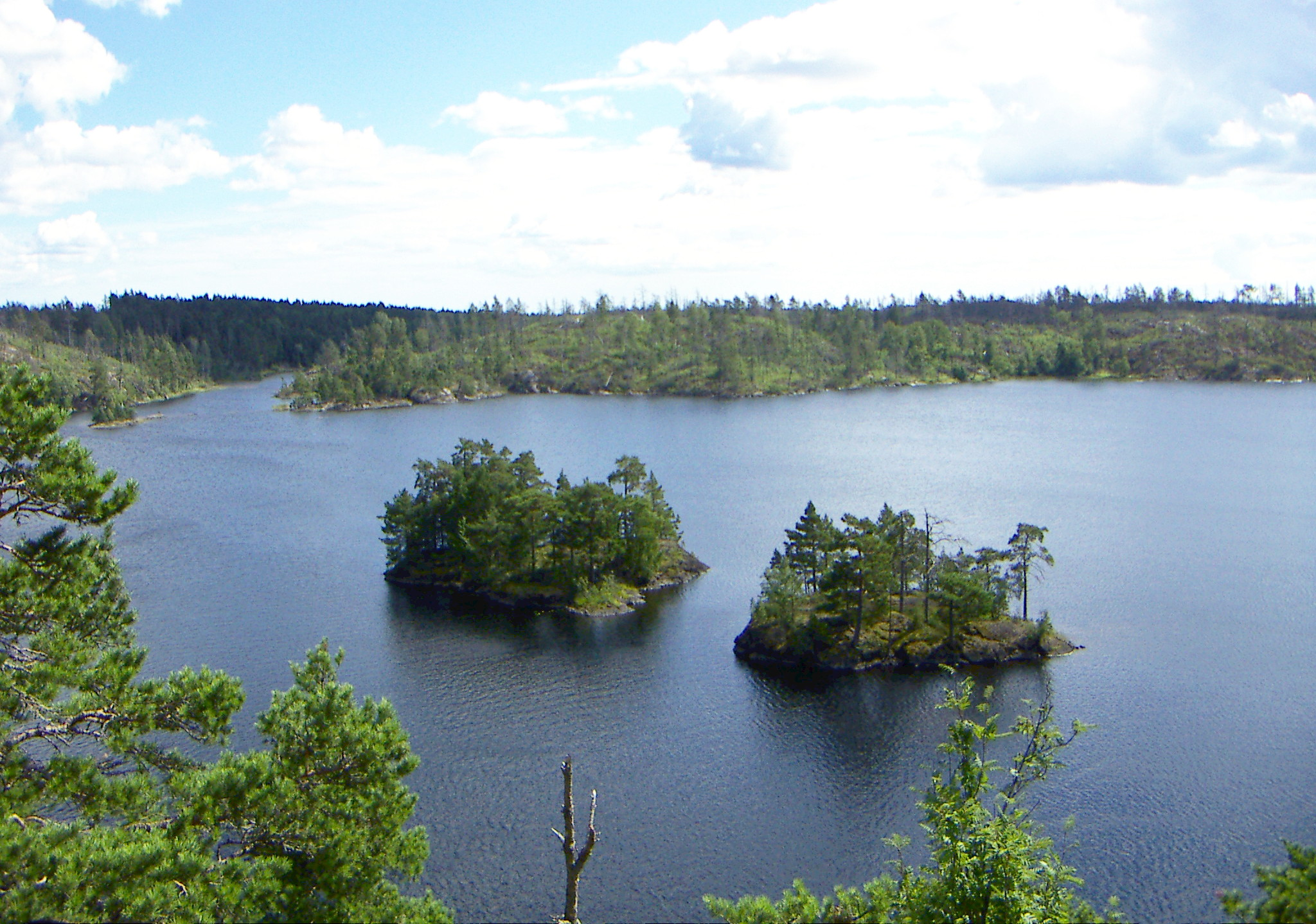
Stensjön sedd från "Stensjöborg"
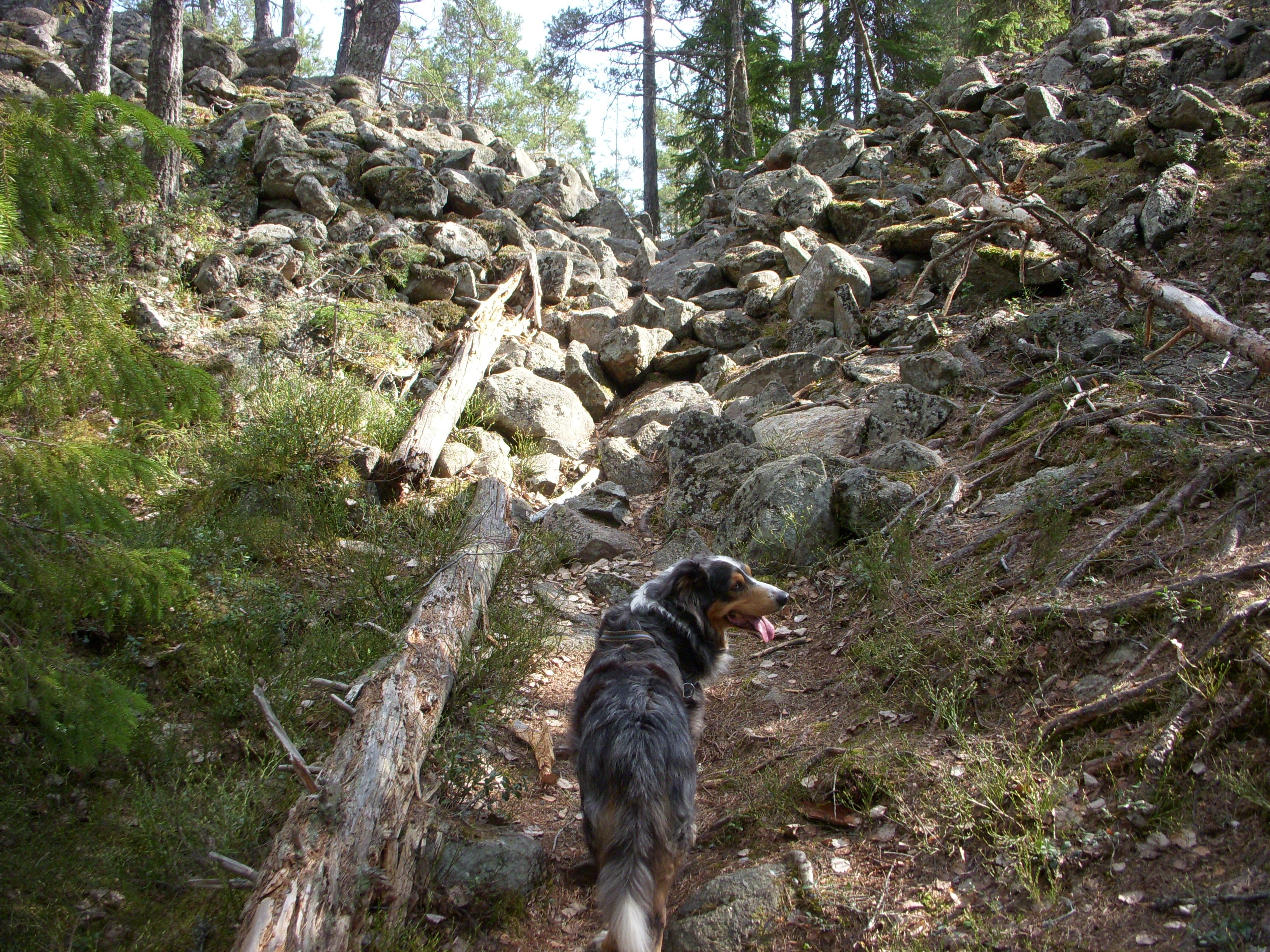
Fornborgen "Stensjöborg"
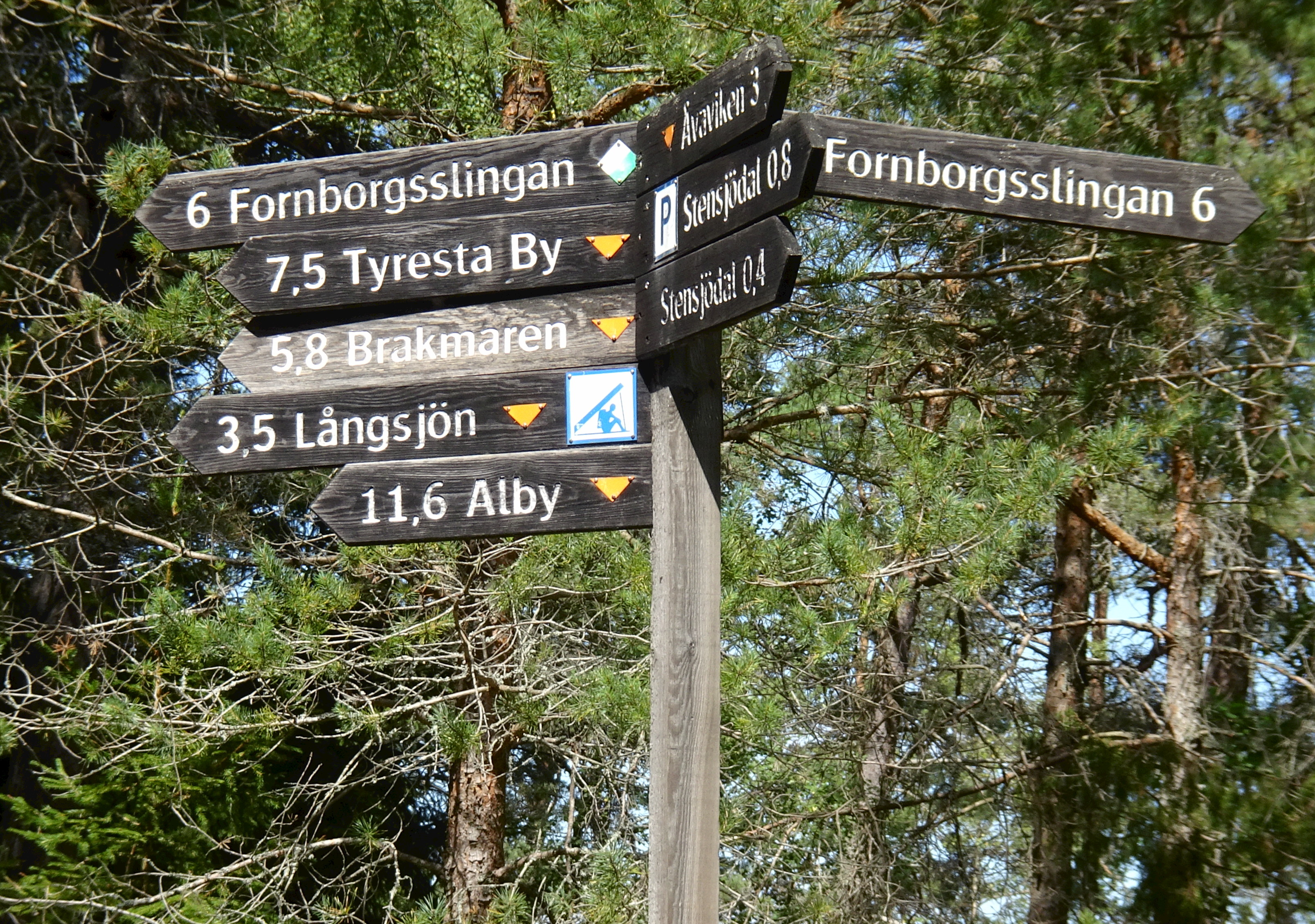
Vandringsleder i parken
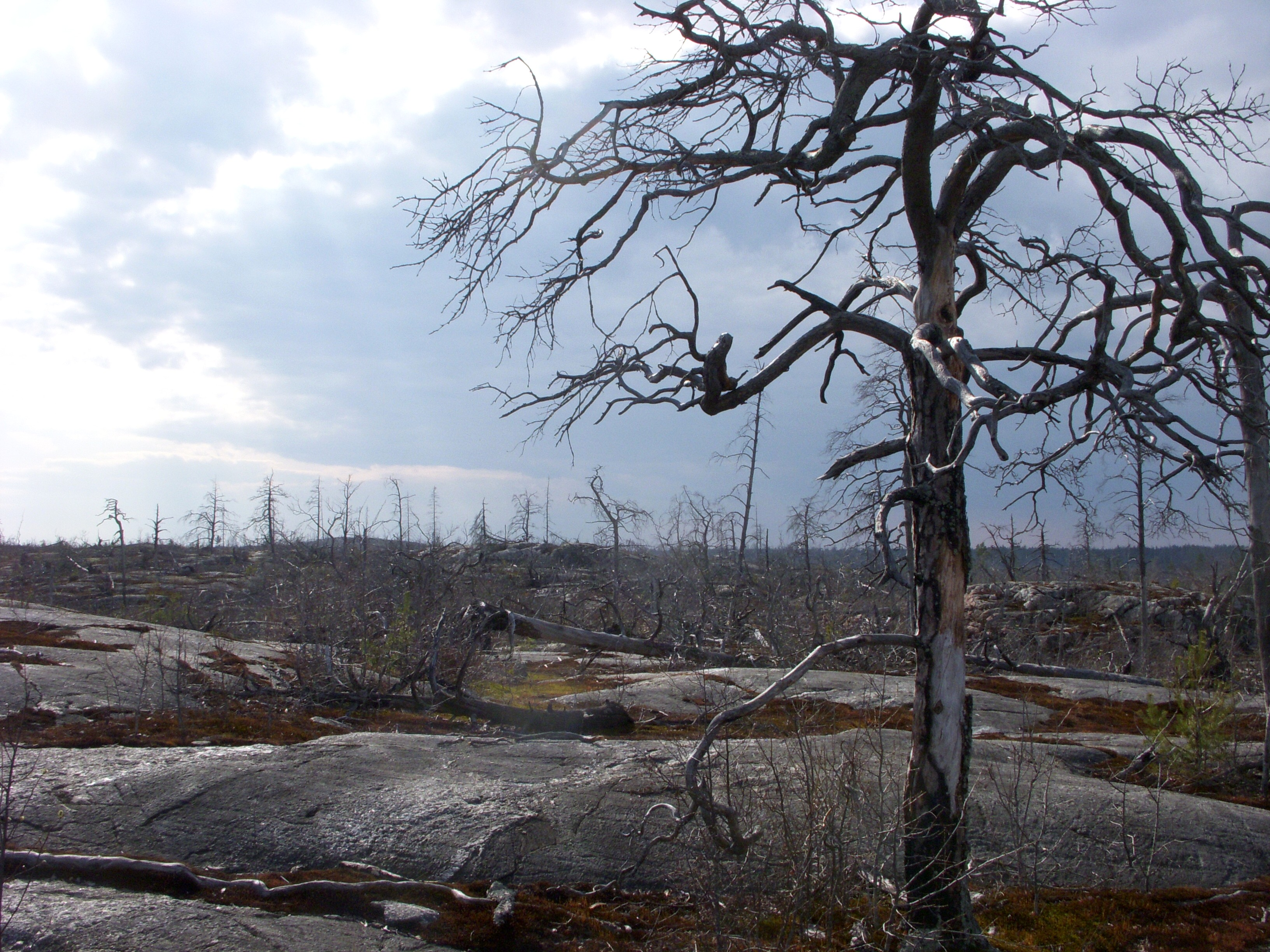
Från brandområdet, april 2011
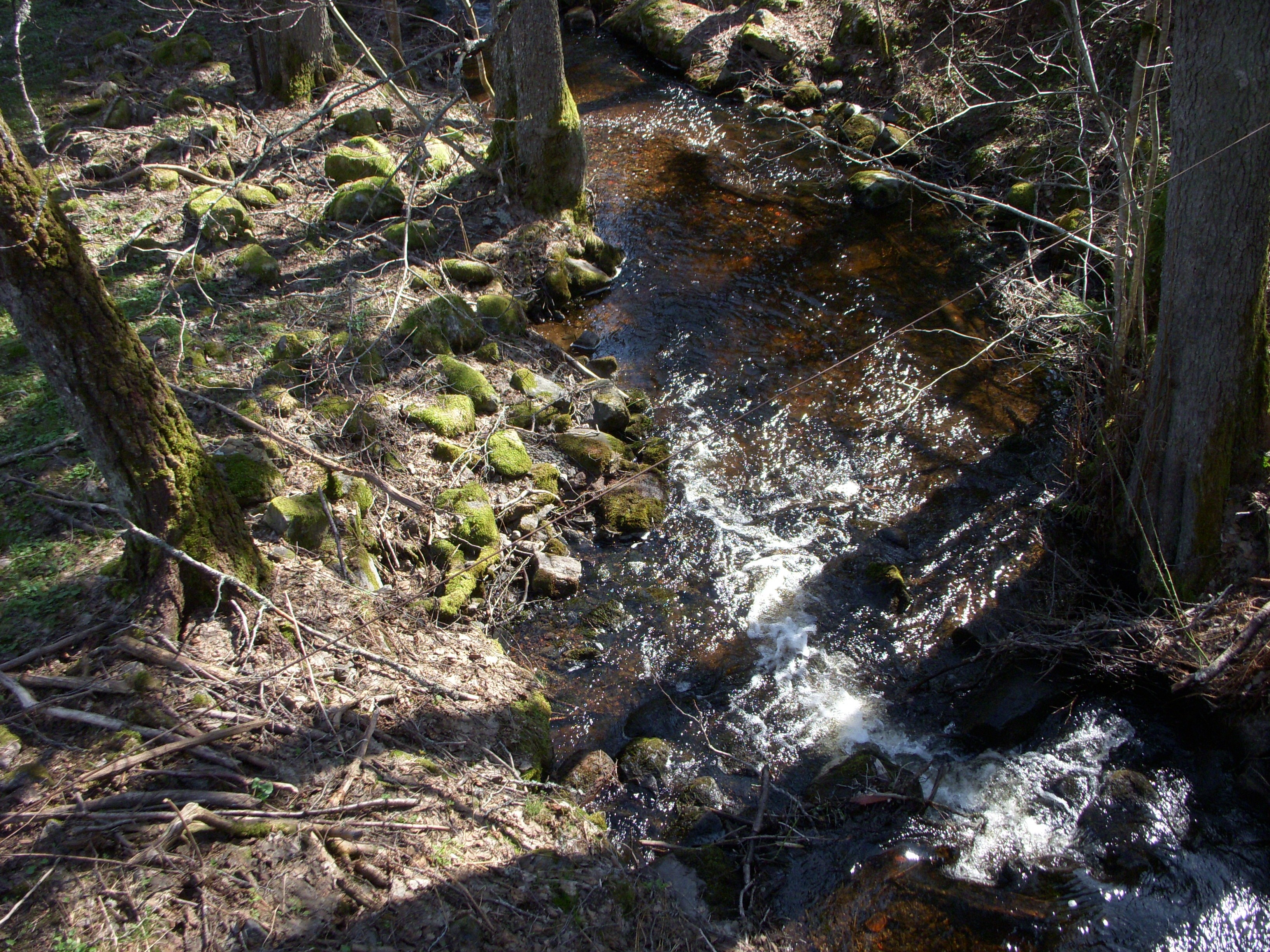
Åvaån

Bebyggelsen och utställningar
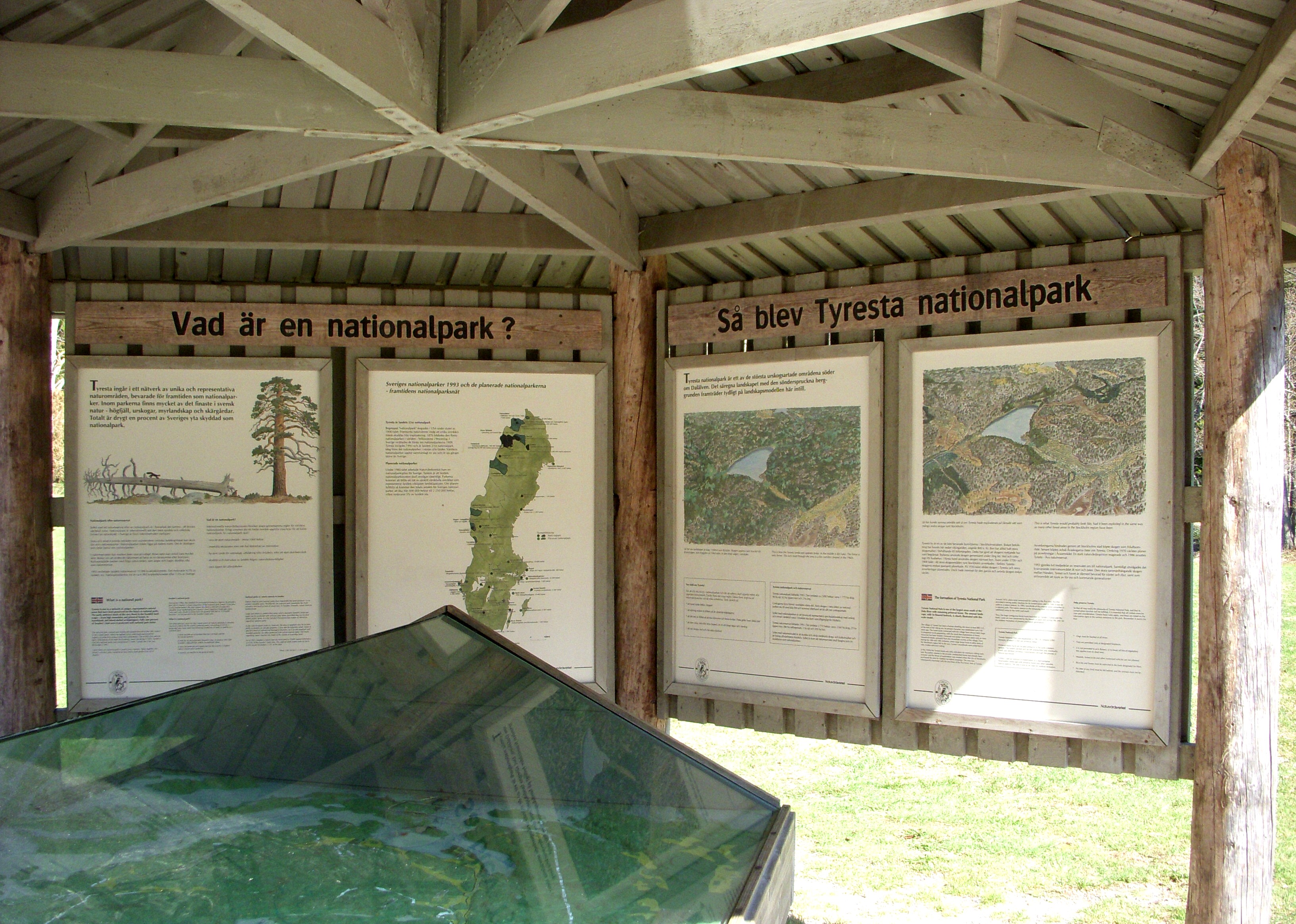
Informationspaviljong
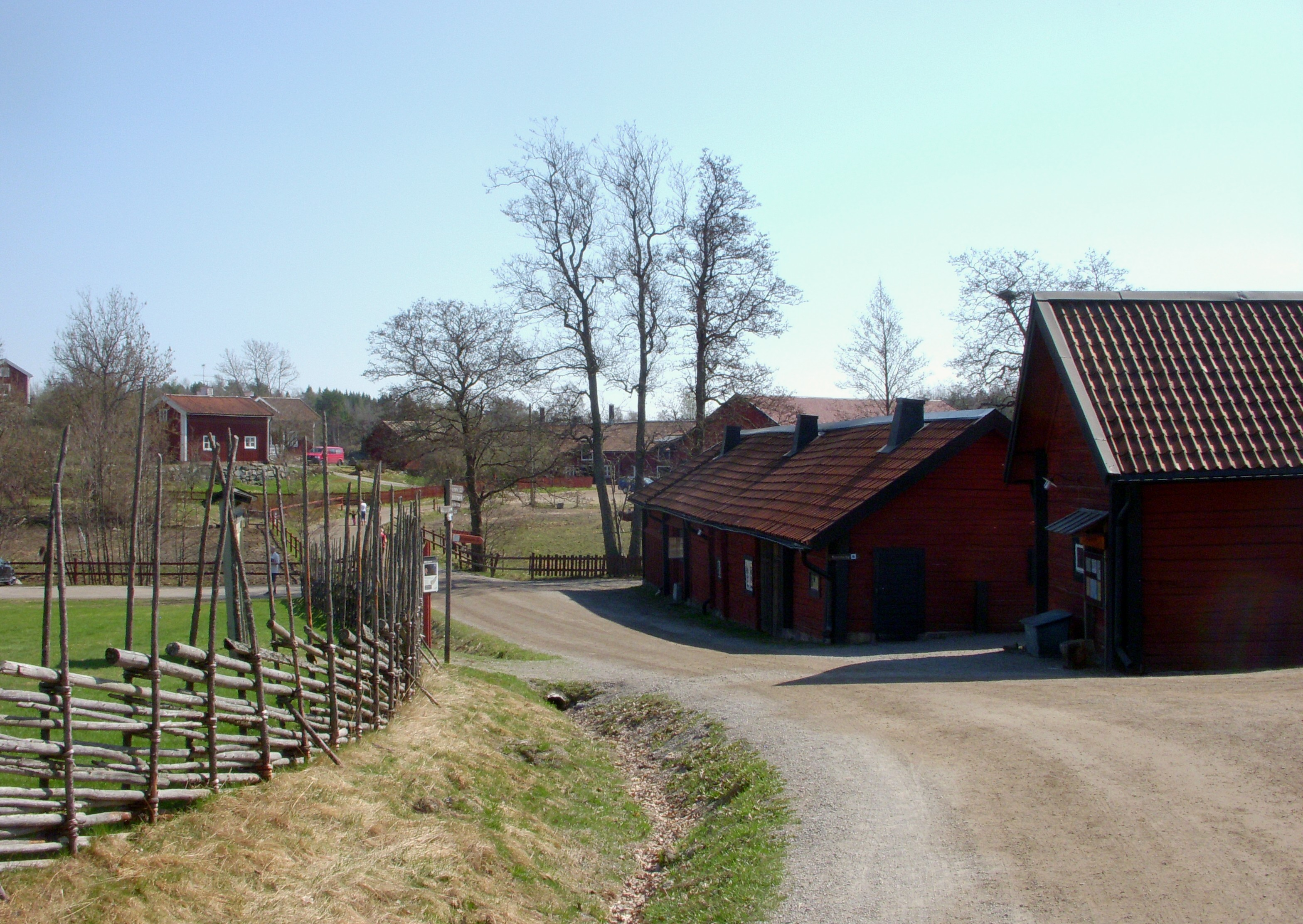
Tyresta by
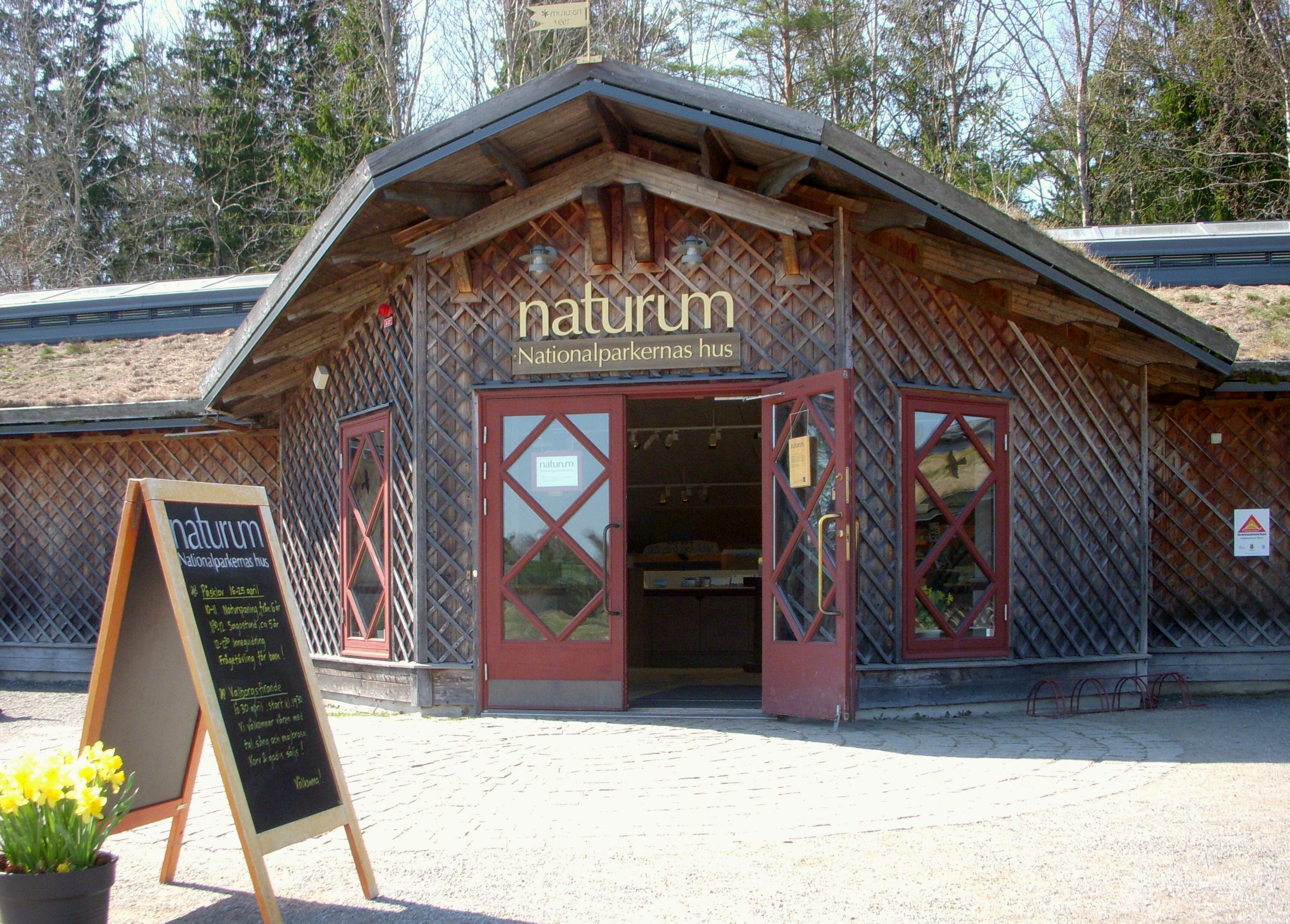
Nationalparkernas hus/Naturum
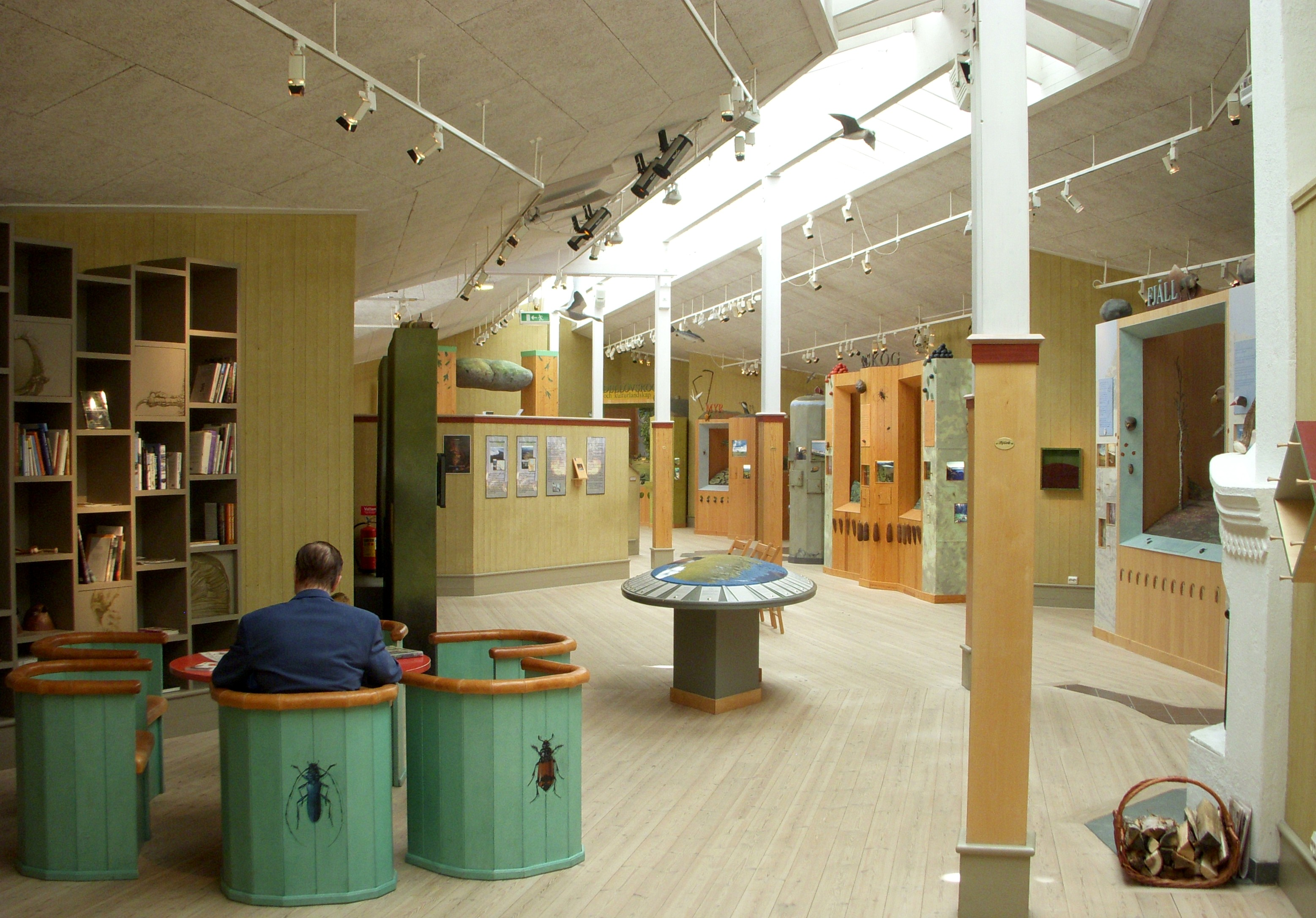
Naturum, interiör
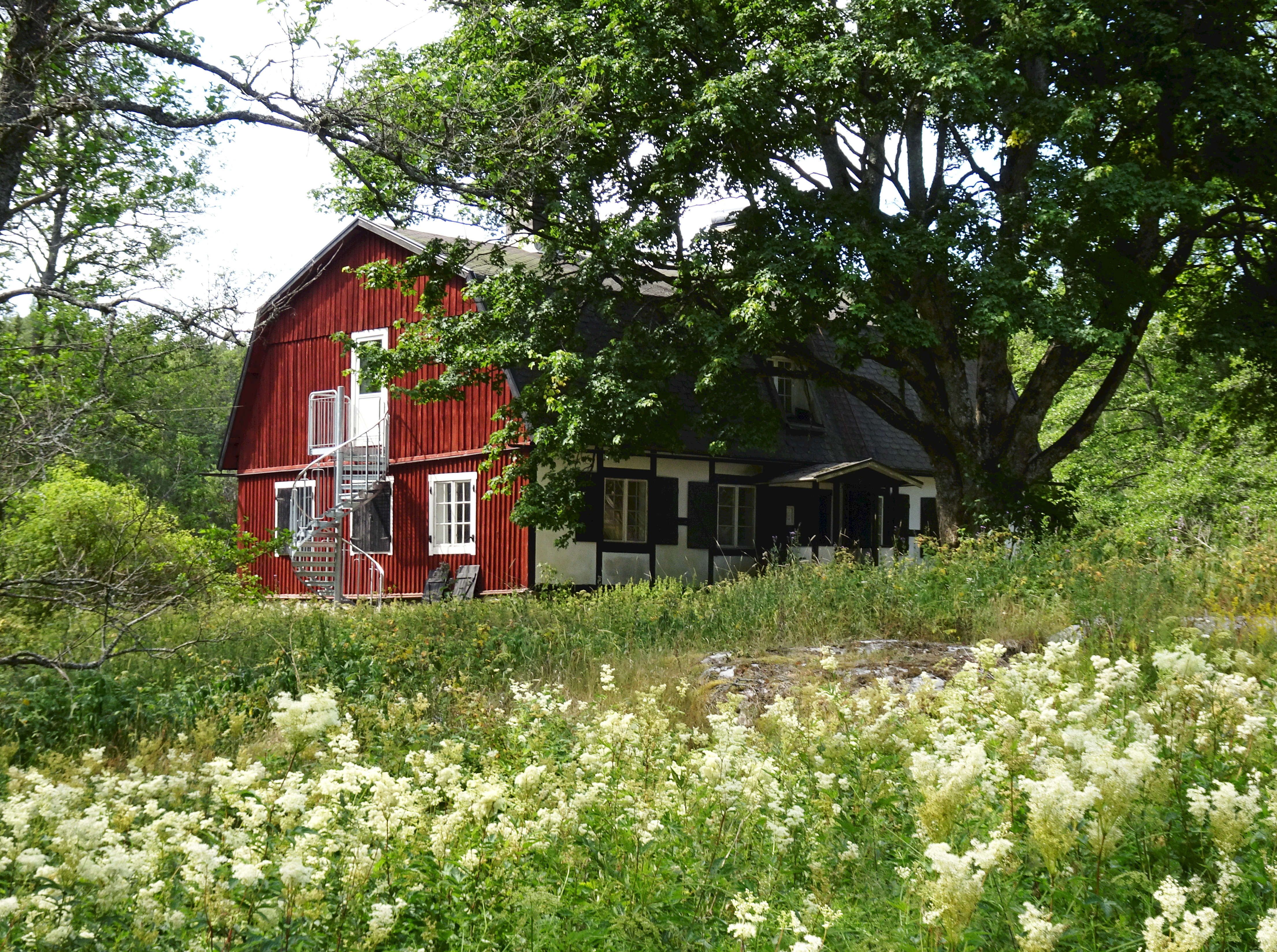
Stensjödal, Åva kvarns mjölnarbostad från sena 1700-tal.

## Intressanta områden och historiska lämningar
- Fornborgen Stensjöborg
- Ryssugnen
- Åva kvarn
- Åva gård
- Skogsbranden i Tyresta nationalpark 1999